# Xaenapta humeralis
Xaenapta humeralis är en skalbaggsart som beskrevs av Aurivillius 1922. Xaenapta humeralis ingår i släktet Xaenapta och familjen långhorningar.
Artens utbredningsområde är Filippinerna. Inga underarter finns listade i Catalogue of Life.